# ستيف شيهان
ستيف شيهان ( 18 يناير 1957) عازف موسيقي و ملحن من أصل أمريكي و فرنسي.
عمل ستيف شيهان مع عدة فنانين عالميين أبرزهم عثمان أغ بالي